# Ostedes ochreomarmorata
Ostedes ochreomarmorata là một loài bọ cánh cứng trong họ Cerambycidae.